# Окситанська мова
Оксита́нська мо́ва — одна з галло-іберійських мов романської мовної групи індоєвропейської мовної сім'ї. Розповсюджена у південній частині Франції — історичній області Окситанії. За своєю будовою й лексикою надзвичайно близька до каталанської мови. Складається з багатьох діалектів і говірок.
На території історичної Окситанії проживає бл. 15 мільйонів осіб, проте окситанською розмовляють менше ніж 2 мільйони.
Окситанська мова у формі аранської говірки має офіційний статус у Автономній області Каталонія в Іспанії.
Каталанська та окситанська мови від VIII століття утворювали одну мовну спільноту, ці мови остаточно розділилися у XIII столітті. У часи трубадурів окситанську (гасконську, провансальську, лангедокську, овернську) та каталанську мови не розрізняли, вважаючи однією мовою. Навіть у XIX столітті однією з загальновживаних назв каталанської мови була назва лімузенська (так зараз називається один з діалектів окситанської мови, яким говорять у Південній Франції).

## Назва
Відома як occitan [utsiˈta] або lenga d'òc [ˈleŋɡɔˈðɔ(k)] окситанською, також langue d'oc французькою. Іноді носії також називають її la lenga nòstra, тобто наша мова.

### Історія сучасної назви
Назва окситанська походить з lenga d'òc, тобто мова ок, де ок (окситанською òc) означає так. Італійський поет середньовіччя Данте першим записав термін lingua d'oc. У своїй De vulgari eloquentia він написав латиною: «nam alii oc, alii si, alii vero dicunt oil» («одні кажуть òc, інші кажуть sì, а інші й oïl»), вирізнивши цим три найбільші романські мови, що були відомі того часу в Італії, ґрунтуючись на вимові слова так їхніми носіями, — мова òc (окситанська), мова oïl (французька), мова sì (італо-іберійські мови). Але, звичайно ж, це не єдина риса, що визначала кожну групу мов.
Саме слово òc походить з hoc, що вульгарною, або народною, латиною означало це, тоді як oïl походить від латинського hoc illud (це так). Давньокаталанська мова, а також і сучасна каталанська північної Каталонії, теж має hoc (òc).
Інші романські мови виводять свої слова на позначення так від латинського sic — «так, [саме так], і т. д.» — іспанське sí, східноломбардське sé, італійське sì, або португальське sim. У сучасній каталанській мові, як і в сьогоденній іспанській, sí вживається як відповідь, але мова зберігає також слово oi, споріднене з òc, яке вживають в питальних реченнях, що вимагають відповіді так або ні, і також як позитивну відповідь у мовленні високого стилю.
Назва окситанська мова інколи вважається за неологізм, однак її вжито близько 1330 у вигляді «occitanus», як схрещування слів oc і aquitanus (аквітанський).

### Інші назви
Протягом століть діалекти оскитанської мови (разом з каталанською) позначали як лімузенська або провансальська, тобто як відповідні назви історичних теренів, що містяться всередині сучасної Окситанії. Внаслідок діяльності літературного руху фелібрів, що його заснував Фредерик Містраль, у 19 ст. провансальська мова дістала найбільшого літературного визнання, а назва провансальська стала найвживанішим терміном на позначення окситанської мови.
У наші часи лінгвісти вживають терміни провансальська і лімузенська мова лише стосовно особливих місцевих відмінностей всередині Окситанії, а окситанською називають всю мову Окситанії як єдине явище. Не-спеціалісти, однак, і надалі називають мову Окситанії провансальською, що створює певну плутанину.

## Історія
Окситанська мова була засобом розповсюдження поезії середньовічних трубадурів. Вони поширили окситанську культуру далеко за межі самої Окситанії. Найстаріші відомі документи окситанською з'являються ще до 1000 року. Найдавніші з трубадурських текстів датуються 11-12 ст. — часами Гільйома IX, герцога Аквітанського, графа Пуатьє (1071—1126), першого з трубадурів. Саме література й мистецтво були міццю окситанської мови. Однак втрата політичної свободи внаслідок Альбігойських війн, що приєднали частину Окситанії — Лангедок — до Франції, призвела до початку занепадання цієї своєрідної культури. Як наслідок поступового зростання французької королівської влади в регіоні, окситанська мова від 14 ст. починає втрачати своє становище. Виданим у Вілле-Котре указом у 1539 (Ordonnance de Villers-Cotterêts) Франциск І зобов'язав до вжитку мови ойль (langue d'oïl — тобто діалекти півночі Франції) в усіх офіційних актах. Але найбільшого занепаду зазнала окситанська мова під час Великої французької революції, коли мовне розмаїття визнали як загрозу.
Наприкінці 19 ст. окситанська зазнала значного літературного відродження, однак його уповільнила Перша світова війна. В цей період розквіту відомий засновник літературного окситанського руху Фредерік Містраль отримав Нобелівську премію.
З огляду на те, що окситанську мову оточують інші романські мови, її витокам і розвитку могли заважити зовнішні впливи, але численні чинники сприяли розвиткові мови як самостійної:
- Область Окситанії оточують природні бар'єри —
водні: Середземне море, Атлантичний океан;
гірські: Центральний масив, Піренеї, Альпи.
- Буферні зони — посушливі землі, болота й трясовиння, також непридатні з інших причин для хліборобства зони, що заважало міграціям ззовні й обумовлювало певну відокремленість (землі між Луарою і Гаронною, Арагонське пустельне плато).
- Постійне населення. Частина носіїв окситанської мови походить від мешканців дуже ранньої історичної доби регіону й незначний кельтський вплив (Bec Pierre, 1963).
- Давній і тривалий римський вплив. Юлій Цезар якось зазначив, що мешканці Аквітанії змогли б навчити самих римлян правильної латинської мови. (Müller, «France's linguistic separation began with Roman influence» — Вес Pierre, 1963).
- Самобутня лексика. Хоч окситанська й займає проміжне місце між галло-романською й іберо-романською групами, сама вона має «близько 550 слів, успадкованих від латинської, але що не існують ані в мові ойль, ані у франко-провансальських мовах» (Bec Pierre, 1963).
- Незначна германізація. Лексика франкської мови і її фонетичний вплив скінчались на лінії розділу мов ок і ойль.

### Окситанська мова в сучасній Франції

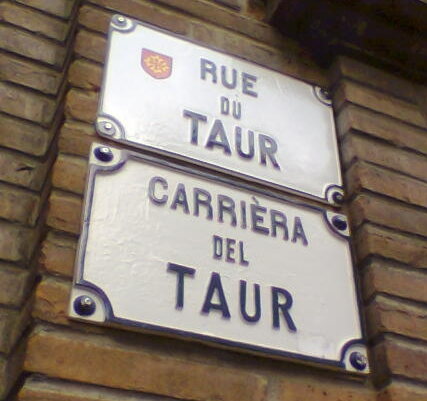
Цей двомовний знак у Тулузі, як і багато інших подібних, можна побачити в старовинній частині міста. Ці написи, однак, створюють лише певний старовинний шарм, тоді як у самому місті окситанською мовою майже не розмовляють.

Хоч і в 20 ст. окситанська мова для більшості сільських мешканців півдня Франції залишалась мовою повсякденного спілкування, однак через систематичний утиск її заступає французька. Згідно з переписом 1999 р. носіїв окситанської, що вважають її рідною, налічувалося 610.000 осіб (майже всі вони також є носії французької мови як рідної); налічується приблизно ще мільйон осіб, що деякою мірою розмовляють, або розуміють окситанську. Здебільшого носії цієї мови — старше покоління. Окситанські активісти (Occitanists) спробували поліпшити становище, запровадивши дошкільну освіту окситанською, але кількість мовців, що добре володіють мовою, невпинно знижується. Подорожуючи півднем Франції, туристи навряд чи можуть почути окситанську мову на вулицях міст, і скоріш за все знайдуть лише сліди її існування у вивісках, або на дорожніх знаках (звичайно в супроводі французького еквівалента, що зазвичай значно виділений). Як результат гноблення й придушування, окситанці зрідка вживають свою мову в присутності чужинців — чи то іноземців, чи то французів з інших регіонів.

### Окситанська мова в Іспанії
Окситанська міцно пов'язана з каталанською мовою, обидві поділяють спільні риси й навіть витоки. Ця мова була першою, що стала мовою літератури з-поміж романських мов середньовіччя. Наприкінці 11 ст. франки, як тоді називали мешканців Французького королівства, почали проникати на Іберійський півострів паломницькими шляхами Св. Якова (його могила знаходиться в Сантьяґо-де-Компостела, Іспанія), через перевали Сомпор і Ронсесвальєс (Ронсво), селячись на різних ділянках королівств Арагону й Наварри, заохочувані до цього привілеями, що їх надавали королі тих країн. Поселенці осідали в містах, де мовою повсякденного спілкування була окситанська, це Памплона, Сангуеса, Естелла. Окситанська набула офіційного статусу в державі, нею послуговувались при королівськім дворі, дворянство, купці з середини 11 ст. до кінця 14 ст. Згадані наваррські міста (бурги) були дуже зімкненими громадами, вони не змішувались с навколишнім баскськомовним середовищем. Варіант окситанської, що ним послуговувалися для запису офіційних документів, ґрунтувався на койне лангедокського діалекту Тулузи з досить архаїчними мовними рисами. Пам'ятка памплонської окситанської дійшла до нас у розповіді про пожежу міста Сан-Ніколас (1258), а ось «Історія наваррської війни» Гільєма Анельєра (Guilhem Anelier, 1276) хоч теж складена в Памплоні, але написана тулузьким варіантом окситанської. Дещо інакше склались обставини в Арагоні, де соціолінгвістична ситуація різнилася виразнішим басксько-романський білінгвізмом (для порівняння, про басків в долині Баль-д'Аран згадується вже близько 1000 року), але зі зменшенням вжитку баскської мови (заборона баскської на ринку міста Уеска, 1349).. Будучи мовою діловодства й офіційних актів рівночасно з латиною, окситанська зазнала випробування з боку висхідної місцевої романської просторічної наваррсько-арагонської мови, особливо після територіальних захоплень Арагону на південь до міст Сарагоса, Уеска й Тудела (Наварра) між 1118 і 1134 рр. Це призвело до того, що друга хвиля імміграції носіїв окситанської асимілювалась спорідненою наваррсько-арагонською мовою, що саме її обрали й всіляко заохочували до вжитку арагонські королі. Вздовж південних Піренеїв окситанська почала занепадати з 14 ст., її поглинала наваррсько-арагонська, а пізніше, в 15 ст., і кастильська мова, внаслідок падіння відокремлених бургів (наприклад, бурги Памплони об'єдналися тільки в 1423).
Для розширення торгівлі наваррські королі запросили в 12 ст., в область між містом Сан-Себастьян (Доностія) і річкою Бідассоа, громади, що розмовляли гасконською мовою, де вони згодом і осіли. Мова, що нею розмовляли в цих місцях, різнилась від вживаних мов у Наваррі, це був беарнський різновид гасконської говірки, до того ж окститанську гасконську тут вживано досить довго, аніж окситанську у Наваррі чи Арагоні, аж до 19 ст., завдяки кріпшому зв'язку Сан-Себастьяна з Байонною (Гасконь, Франція).
Сьогодні окситанська мова в Іспанії має офіційний статус у Баль-д'Аран. Ця маленька область — єдине місце, де окситанська мова, що нею розмовляють від італійських південних Альп, через південь Франції й до Іспанії — спромоглась отримати офіційного визнання.

### Традиційні території окситанської мови
- Аквітанія — за винятком баскськомовної частини Атлантичних Піренеїв у західній частині департаменту і також маленької частини Жиронди, де розмовляють сентонжським наріччям. Міста Біарриц, Англет і Байонна традиційно окситаномовні, але з присутністю носіїв баскської, кількість яких зросла під час промислової революції.
- Окситанія, сюди входять області навколо середньовічного міста Каркассон, за винятком великої частини Східних Піренеїв, де розмовляють каталанською (Фенульєд, або Фенольєда — єдине місце Східних Піренеїв, де розмовляють окситанською), а також одне з найбільших міст Франції — Тулуза. У місті є кілька дорожніх знаків окситанською, а з 2009 оголошення в метро стали двомовними — франко-окситанськими[15], але на вулицях міста самої мови майже не почути.
- Прованс — Альпи — Лазурний Берег — за винятком долин річок Ройя і Бевера, де існує перехідний між лігурійською й окситанською мовами діалект (рояський і брідзький). У Мантоні розмовляють ментонаською, це перехідний окситанський діалект з сильним впливом лігурійської мови.
- У Монако окситанська співіснує з лігурійським монегаським діалектом, однак домінує французька мова.
- Пуату — окситанська занепала в кількох частинах регіону, де її заступила французька. У лімузенській Шаранті, східна частина регіону, окситанська мова втримала позиції. Між тим історичною мовами більшої частини регіону були пуатевенська й сентонзька мови (група ойль).
- Лімузен — сільська місцевість, північно-окситанським лімузенським діалектом досі послуговується старше покоління мешканців.
- Овернь — в урбанізованих зонах мова занепала.
- Центральний регіон — у південній частині мовою послуговуються в кількох селах.
- Рона-Альпи — південна частина — окситаномовна, північна належить франко-провансальській зоні.
- Окситанські долини (П'ємонт, Лігурія) — територія в межах Італії в центральних і південних альпійських долинах, де зберігається окситанська мова.
- Баль-д'Аран — частина Каталонії, одне єдине місце де окситанська мова (у вигляді місцевої говірки гасконського діалекту окситанської) має офіційний статус.

## Діалекти

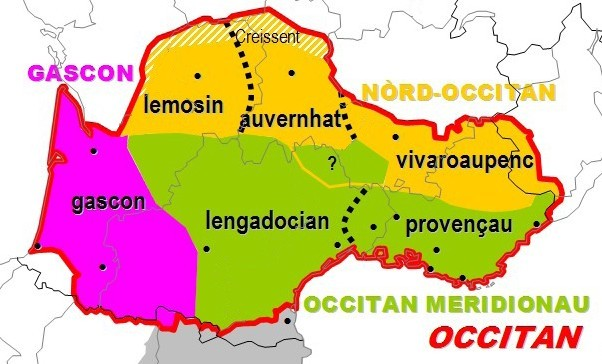
Діалекти окситанської за П'єром Беком

За П'єром Беком, відомим окситанським лінгвістом, найбільш прийнятна класифікація діалектів окситанської виглядає так:
Північні діалекти:
- лімузенський
- овернський
- віваро-альпійський

Південні діалекти:
- лангедокський
- провансальський (вкл. говірку Ніцци, шуадит)
- гасконський (вкл. аранську говірку).

### Наддіалектна класифікація

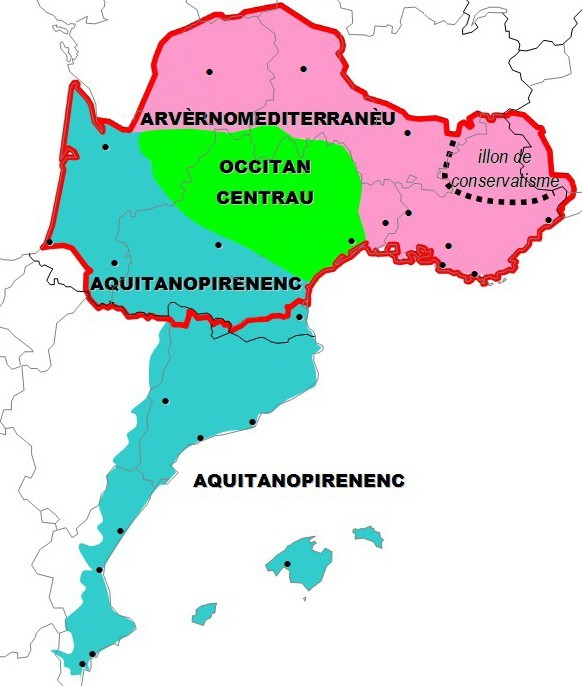
Наддіалектна класифікація окситанської мови, П'єр Бек.

Альтернативне групування діалектів, включаючи також каталанську мову, як частину більшої окситано-романської діасистеми. П'єр Бек предствив її таким чином:
- Арверно-середземноморські (Arvèrnomediterranèu)
  - лімузенський
  - овернський
  - віваро-альпійський
  - провансальський, включаючи піддіалект Ніцци
- Центрально-окситанські, тобто лангедокські, за винятком південно-окситанського
- Аквітано-піренейський (Aquitanopirenenc)
  - південно-лангедокський піддіалект
  - гасконська мова
  - каталанська мова, як аусбау-парадигма, що відокремилася від окситанської в 13 ст. і походить з аквітано-піренейської гілки.

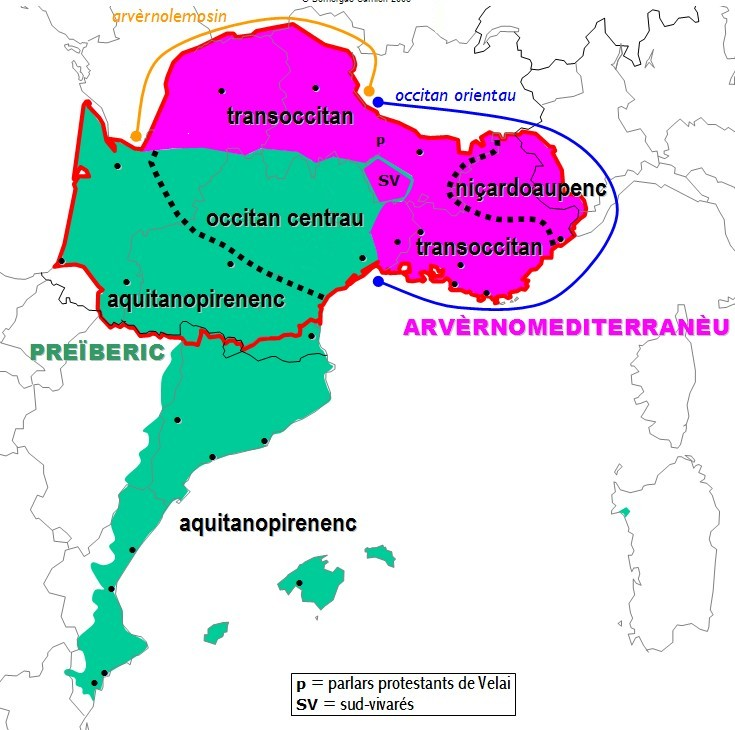
Наддіалектна класифікація окситанської за Домергом Сюм'єном.

Інший дослідник Домерг Сюм'єн пропонує таке групування:
- Арверно-середземноморські (Arvèrnomediterranèu)
  - нісардо-альпійський (Niçardoaupenc)
  - трансокситанський (Transoccitan)
- Передіберійський (Preïberic)
  - центрально-окситанський (Occitan central)
  - аквітано-піренейський (Aquitanopirenenc)

## Кодифікація

### Стандартизація
Всі наведені регіональні різновиди окситанської мови є чинні й мають писемність. Стандартна окситанська, звана також широка окситанська (Occitan large), є синтез, що визнає регіональні особливості, тому окситанську можна вважати за плюрицентричну мову. Процес стандартизації почався в 1970 роки працями П'єра Бека, Робера Лафона, Рожера Тела, Жака Топіака і Патріка Созе, але ще не завершився. Стандартизацію підтримують прихильники класичної правописної норми. Внаслідок явища диглосії (двомовності), деякі мовці не вважають окситанську такою, що могла б функціонувати як і інші стандартизовані мови.

### Правописні норми
Сьогодні існують дві головні правописні норми окситанської мови, одна з них (відома як класична) ґрунтується на середньовічній окситанській, друга (іноді відома як містральська, бо її застосовував Фредерік Містраль) ґрунтується на сучасній французькій орфографії.
Класична норма зберігає зв'язок з попередніми стадіями розвитку мови, демонструючи факт, що окситанська не є різновид французької мови. Ця норма застосовується всіма окситанськими діалектами і дозволяє носіям різних діалектів писати зрозуміло одне для одного (наприклад, «день» окситанською в класичній нормі записується як jorn, а за містральською нормою залежно від діалекту мовців може бути записано як jour, joun, або journ). Класична норма близька до правопису каталанської мови, що свідчить про зв'язок цих мов. Диграфи lh і nh, вживані в класичній нормі, застосовуються також у писемній системі португальської мови, найімовірніше завдяки ченцеві Жеральду з Муассака, що 1047 року став єпископом Браги в Португалії, він зіграв визначну роль у модернізації писемної португальської мови, застосовуючи норми класичної окситанської мови.
Містральська норма має ту перевагу, що не змушує носіїв окситанської мови, які здебільшого письменні у французькій мові (внаслідок соціально-політичного становища окситанської й необов'язкового її вивчення в школах) навчатися цілком іншої системи. В наш час, опріч класичної норми, містральська норма застосовується здебільшого в провансальськім діалекті, що саме ним послуговувались видатні письменники. Втім, значною мірою це непрактично для решти діалектів, як і вжиток диграфів для простих звуків, найбільш очевидно це демонструє сполучення ou для згука [u], що його записують як o в класичній нормі.